# Olympische Sommerspiele 2016/Teilnehmer (Barbados)
| Gelbes Symbol für Goldmedaillen mit stilisierten Olympischen Ringen | Graues Symbol für Silbermedaillen mit stilisierten Olympischen Ringen | Braundes Symbol für Bronzemedaillen mit stilisierten Olympischen Ringen |
| ------------------------------------------------------------------- | --------------------------------------------------------------------- | ----------------------------------------------------------------------- |
| —                                                                   | —                                                                     | —                                                                       |

Barbados nahm an den Olympischen Spielen 2016 in Rio de Janeiro teil. Es war die insgesamt zwölfte Teilnahme an den Olympischen Sommerspielen. Die Barbados Olympic Association nominierte zwölf Athleten in fünf Sportarten.
Fahnenträger bei der Eröffnungsfeier war der Leichtathlet Ramon Gittens.

## Teilnehmer nach Sportarten

### Leichtathletik
Laufen und Gehen 
| Athleten        | Wettbewerb   | Runde 1 | Runde 1 | Halbfinale    | Halbfinale    | Finale        | Finale        | Rang |
| Athleten        | Wettbewerb   | Zeit    | Rang    | Zeit          | Rang          | Zeit          | Rang          | Rang |
| --------------- | ------------ | ------- | ------- | ------------- | ------------- | ------------- | ------------- | ---- |
| Frauen          |              |         |         |               |               |               |               |      |
| Kierre Beckles  | 100 m Hürden | 13,01 s | 24      | ausgeschieden | ausgeschieden | ausgeschieden | ausgeschieden | 24   |
| Tia-Adana Belle | 400 m Hürden | 56,68 s | 28      | ausgeschieden | ausgeschieden | ausgeschieden | ausgeschieden | 28   |
| Männer          |              |         |         |               |               |               |               |      |
| Ramon Gittens   | 100 m        | 10,25 s | 32      | ausgeschieden | ausgeschieden | ausgeschieden | ausgeschieden | 32   |
| Ramon Gittens   | 200 m        | 20,58 s | 40      | ausgeschieden | ausgeschieden | ausgeschieden | ausgeschieden | 40   |
| Levi Cadogan    | 200 m        | 21,02 s | 67      | ausgeschieden | ausgeschieden | ausgeschieden | ausgeschieden | 67   |
| Burkheart Ellis | 200 m        | 20,74 s | 56      | ausgeschieden | ausgeschieden | ausgeschieden | ausgeschieden | 56   |

 Springen und Werfen 
| Athleten    | Wettbewerb | Qualifikation | Qualifikation | Finale        | Finale        | Rang |
| Athleten    | Wettbewerb | Weite/Höhe    | Rang          | Weite/Höhe    | Rang          | Rang |
| ----------- | ---------- | ------------- | ------------- | ------------- | ------------- | ---- |
| Frauen      |            |               |               |               |               |      |
| Akela Jones | Hochsprung | 1,85 m        | 31            | ausgeschieden | ausgeschieden | 31   |

 Mehrkampf 
| Athletinnen        | 100 m Hürden | 100 m Hürden | Hochsprung | Hochsprung | Kugelstoßen | Kugelstoßen | 200 m   | 200 m  | Weitsprung | Weitsprung | Speerwurf | Speerwurf | 800 m       | 800 m  | Punkte | Rang |
| Athletinnen        | Zeit         | Punkte       | Höhe       | Punkte     | Weite       | Punkte      | Zeit    | Punkte | Weite      | Punkte     | Weite     | Punkte    | Zeit        | Punkte | Punkte | Rang |
| ------------------ | ------------ | ------------ | ---------- | ---------- | ----------- | ----------- | ------- | ------ | ---------- | ---------- | --------- | --------- | ----------- | ------ | ------ | ---- |
| Siebenkampf Frauen |              |              |            |            |             |             |         |        |            |            |           |           |             |        |        |      |
| Akela Jones        | 13,00 s      | 1124         | 1,89 m     | 1093       | 14,09 m     | 800         | 24,35 s | 947    | 6,30 m     | 943        | 42,00 m   | 706       | 2:41,12 min | 560    | 6173   | 20   |

### Schießen
| Athleten        | Wettbewerb | Qualifikation   | Qualifikation | Finale          | Finale        | Ringe/ Scheiben | Rang |
| Athleten        | Wettbewerb | Ringe/ Scheiben | Rang          | Ringe/ Scheiben | Rang          | Ringe/ Scheiben | Rang |
| --------------- | ---------- | --------------- | ------------- | --------------- | ------------- | --------------- | ---- |
| Männer          |            |                 |               |                 |               |                 |      |
| Michael Maskell | Skeet      | 118             | 18            | ausgeschieden   | ausgeschieden | 118             | 18   |

### Schwimmen
| Athleten     | Wettbewerb     | Vorlauf     | Vorlauf | Halbfinale | Halbfinale | Finale        | Finale        | Rang |
| Athleten     | Wettbewerb     | Zeit        | Rang    | Zeit       | Rang       | Zeit          | Rang          | Rang |
| ------------ | -------------- | ----------- | ------- | ---------- | ---------- | ------------- | ------------- | ---- |
| Frauen       |                |             |         |            |            |               |               |      |
| Lani Cabrera | 400 m Freistil | 4:28,95 min | 30      | –          | –          | ausgeschieden | ausgeschieden | 30   |
| Männer       |                |             |         |            |            |               |               |      |
| Alex Sobers  | 400 m Freistil | 3:59,97 min | 44      | –          | –          | ausgeschieden | ausgeschieden | 44   |

### Tennis
| Athleten    | Wettbewerb | 1. Runde      | 1. Runde | 2. Runde      | 2. Runde      | Achtelfinale  | Achtelfinale  | Viertelfinale | Viertelfinale | Halbfinale    | Halbfinale    | Finale        | Finale        |               |
| Athleten    | Wettbewerb | Gegner        | Ergebnis | Gegner        | Ergebnis      | Gegner        | Ergebnis      | Gegner        | Ergebnis      | Gegner        | Ergebnis      | Gegner        | Ergebnis      |               |
| ----------- | ---------- | ------------- | -------- | ------------- | ------------- | ------------- | ------------- | ------------- | ------------- | ------------- | ------------- | ------------- | ------------- | ------------- |
| Männer      |            |               |          |               |               |               |               |               |               |               |               |               |               |               |
| Darian King | Einzel     | Steve Johnson | 3:6, 2:6 | ausgeschieden | ausgeschieden | ausgeschieden | ausgeschieden | ausgeschieden | ausgeschieden | ausgeschieden | ausgeschieden | ausgeschieden | ausgeschieden | ausgeschieden |

### Triathlon
| Athleten     | Wettbewerb | Zeit          | Rang          |
| ------------ | ---------- | ------------- | ------------- |
| Männer       |            |               |               |
| Jason Wilson | Einzel     | nicht beendet | nicht beendet |